# NGC 6474
NGC 6474 est une galaxie spirale relativement éloignée et située dans la constellation du Dragon. Sa vitesse par rapport au fond diffus cosmologique est de 8 400 ± 49 km/s, ce qui correspond à une distance de Hubble de 123,9 ± 9,9 Mpc (∼404 millions d'al). NGC 6474 a été découverte par l'astronome américain Lewis Swift en 1886.
La galaxie NGC 6474 est souvent identifiée à tort à l'objet NGC 6473 qui est en réalité une étoile. C'est le cas entre autres de la base de données Simbad.

## Supernova
La supernova SN 2011bd a été découverte dans NGC 6473 (en réalité NGC 6474, un autre endroit où est présente l'erreur d'identification) le 25 mars 2011 par les astronomes amateurs américains Tim Puckett, Alex Langoussis et l'astronome amateur canadien Jack Newton. Cette supernova était de type Ia.